# Christopher John Sansom
Christopher John „C. J.“ Sansom (9. prosince 1952 Edinburgh – 27. dubna 2024) byl britský spisovatel, žijící v Sussexu.
Studoval na University of Birmingham, kde získal titul Ba. ve svobodných uměních a následně doktorát z historie. Později z důvodu rekvalifikace vystudoval i právnickou fakultu.
Pracoval v různých profesích, než dal přednost spisovatelské dráze měl advokátní praxi v Sussexu, kterou provozoval 11 let.
Pak zvítězila jeho dlouholetá touha po psaní, jeho romány se odehrávají v pozadí skutečné doby anglické reformace za vlády krále Jindřicha VIII., kde uplatňoval své znalosti z historie i právní praxe.

## Dílo
Hlavním hrdinou jeho románů je londýnský právník Matthew Shardlake, který se objevil v sedmi knihách.
V románech vystupují i skutečné historické postavy jako Thomas Cromwell, Jindřich VIII., Kateřina Parrová, Thomas Cranmer.
Román Zima v Madridu se odehrává v nedaleké historii, po konci občanské války ve Španělsku v roce 1940. Román Nadvláda je fiktivní příběh v alternativní historii, kdy Británie uzavřela mír s nacisty a nyní je z ní totalitní stát v područí hitlerovského Německa.
Série Matthew Shardlake
- Rozpuštění (Dissolution, 2003)
- Temný oheň (Dark Fire, 2004)
- Vladař (Sovereign, 2006)
- Zjevení (Revelation, 2008)
- Trofej (Heartstone, 2010)

- Lamentace (Lamentation, 2014)
- Země mrtvých nadějí (Tombland, 2018)

Ostatní
- Zima v Madridu (Winter in Madrid, 2006)
- Nadvláda (Dominion, 2012)